# Františkov (Liberec)
Františkov – X. dzielnica miejska ustawowego miasta Liberec, w Czechach. Jej osią jest ulica Švermova prowadząca z Nowego Miasta do Ostašova.
Wschodnią krańcem przechodzą na wspólnym odcinku linie kolejowe 037 i 089, a zachodnim linia 086; Františkov jest w pobliżu głównego dworca kolejowego Liberec i dworca Liberec-Horní Růžodol.